# Selene peruviana
Selene peruviana és una espècie de peix de la família dels caràngids i de l'ordre dels perciformes. Els adults poden assolir fins a 40 cm de longitud total.
Es troba des del sud de Califòrnia (Estats Units) fins al Perú. És rar al nord de la Baixa Califòrnia (Mèxic).